# Drena
Drena is een gemeente in de Italiaanse provincie Trente (regio Trentino-Zuid-Tirol) en telt 476 inwoners (31-12-2004). De oppervlakte bedraagt 8,4 km², de bevolkingsdichtheid is 57 inwoners per km².

## Demografie
Drena telt ongeveer 200 huishoudens. Het aantal inwoners steeg in de periode 1991-2001 met 7,1% volgens cijfers uit de tienjaarlijkse volkstellingen van ISTAT.
| Jaar | Inwoneraantal |
| ---- | ------------- |
| 1991 | 424           |
| 2001 | 454           |

## Geografie
Drena grenst aan de volgende gemeenten: Dro, Cavedine, Arco en Villa Lagarina.

## Galerij

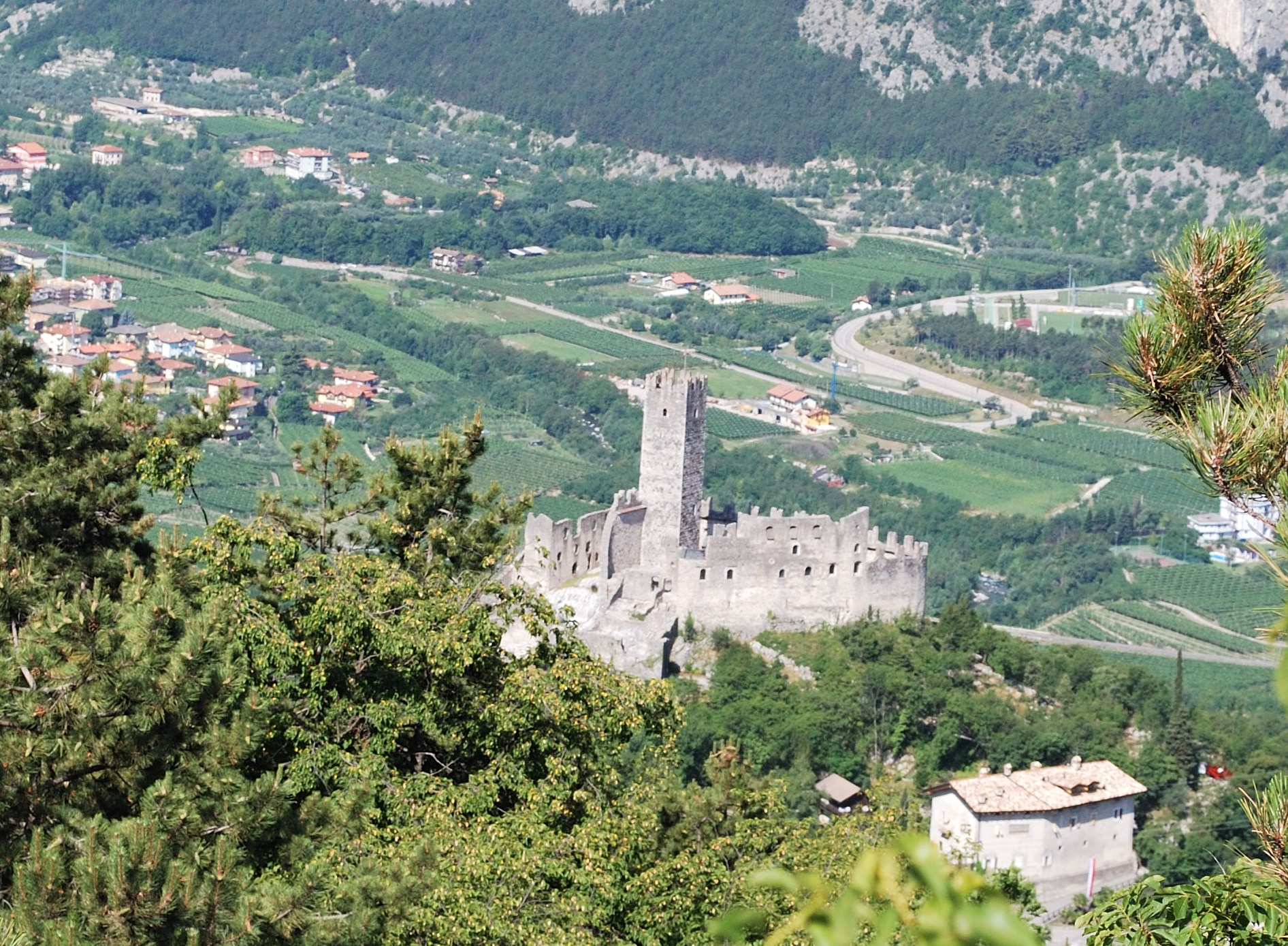
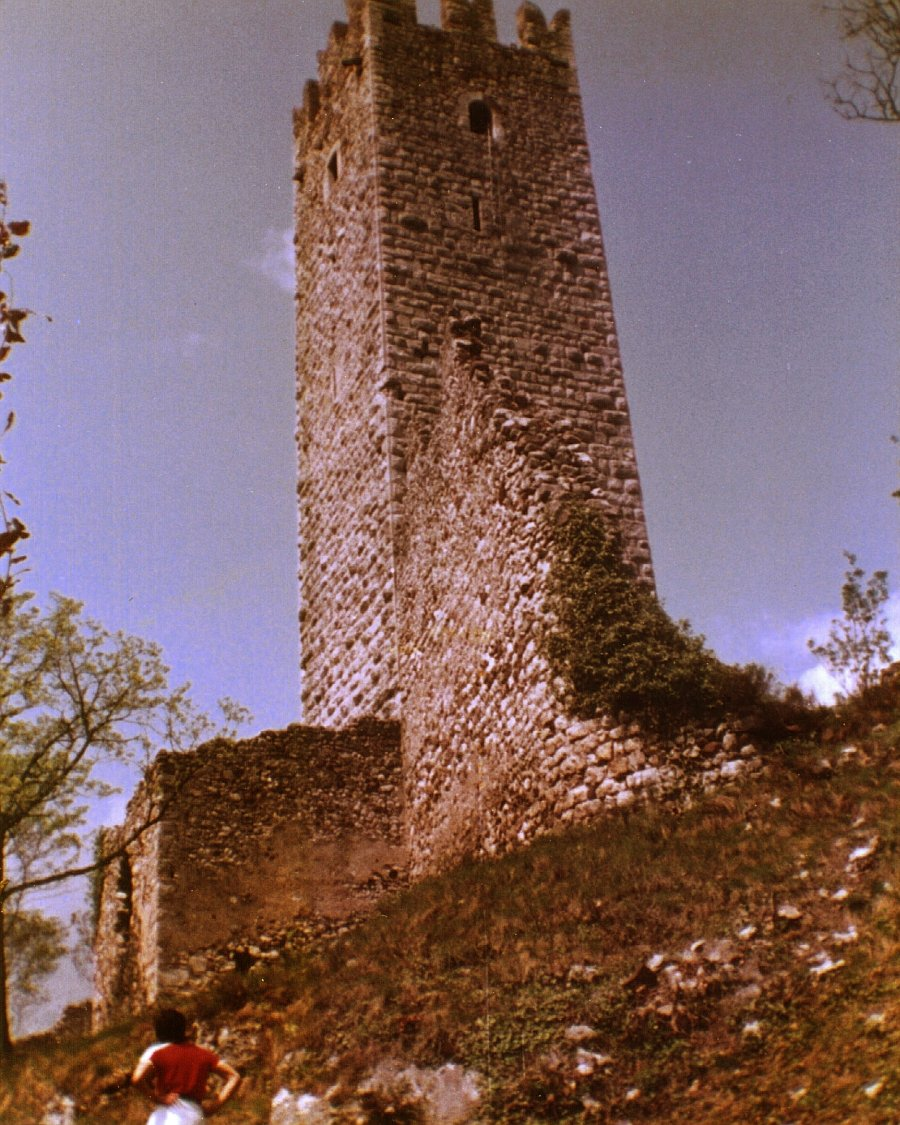